# 中法大学
39°55′40″N 116°24′24″E / 39.92787°N 116.4068016°E
中法大学是20世纪上半叶中国的一所大学。

## 历史

### 中华民國時期

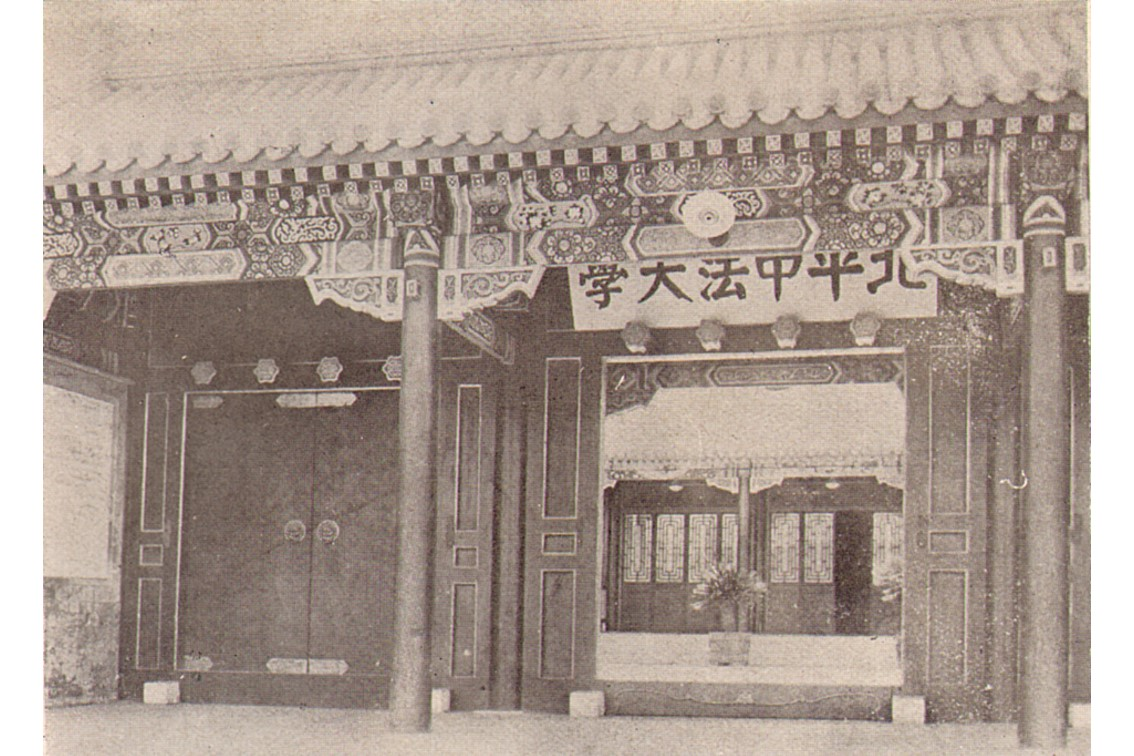
北平中法大学校门

李石曾、张静江等人在1918年，在北京西山碧云寺设立生物研究所，又设立天然疗养院。1920年，在西山碧云寺把原有的法文预备学校，扩充为文、理两科，改称中法大学西山学院。自此，中法大学在北京正式成立。
1921年，在法国里昂成立里昂中法大学。同年，在比利时设立晓露槐工业专修馆。1924年，孔德学校在北京阜成门外成立。1925年，文科迁至东黄城根北街，改称中法大学服尔德学院，理科改称中法大学居礼学院，生物研究所改称中法大学陆莫克学院。1929年，中法大学药学专修科成立。1930年3月被勒令停办各学院的预科。1931年，成立中法大学镭学研究所。同年，服尔德学院改称中法大学文学院，居礼学院改称中法大学理学院，陆莫克学院改称中法大学社会科学院。1934年，位于阜成门外的社会科学院并入东黄城根北街的文学院。东黄城根北街同时也为中法大学校部的所在地。
1932年，在北京成立药物研究所。1933年，成立理工调查所。1935年秋，成立化学工厂、扩充铁工厂、扩充温泉疗养院。抗日战争爆发后，1938年夏，被日本统治下的傀儡当局勒令停办。中法大学的首任校长为蔡元培（从1920年到1930年），其间先后由李石曾、李书华、李麟玉任代校长。李麟玉是1928年出任代校长的，从1931年担任校长，一直到1950年中法大学终止运转。
1945年抗日战争胜利以后，中法大学分别在北平、昆明招生。1946年文、理、医三院各系在北平复课。

### 中华人民共和国時期
1949年中华人民共和国成立后不久，中法大学改称“国立北京中法大学”，由李麟玉继续任校长。1950年3月，中法大学经济系、生物系并入南开大学。1950年夏，北京中法大学与华北大学工学院合并。北京中法大学本部及其文书、档案与华北大学工学院合并。中法大学校舍、房屋均并入华北大学工学院。另外，中法大学医学院与北京大学医学院合并；文史系、法国文学系，并入北京大学文学院；数理化系的学生自己选择，或转入北京大学相应系继续学习，或转入华北大学工学院，改学工科。
原中法大学附属的各中、小学及温泉疗养院，西山农场及其它校产，交给北京市人民政府。从1950年起，北京中法大学即告结束。
1951年，华北大学工学院改名北京工业学院；1988年10月，再次改名为现在的北京理工大学；但追本遡源，北京理工大學亦可算是系出於中法大學。

## 机构设置
- 研究部：镭学研究所，药物研究所

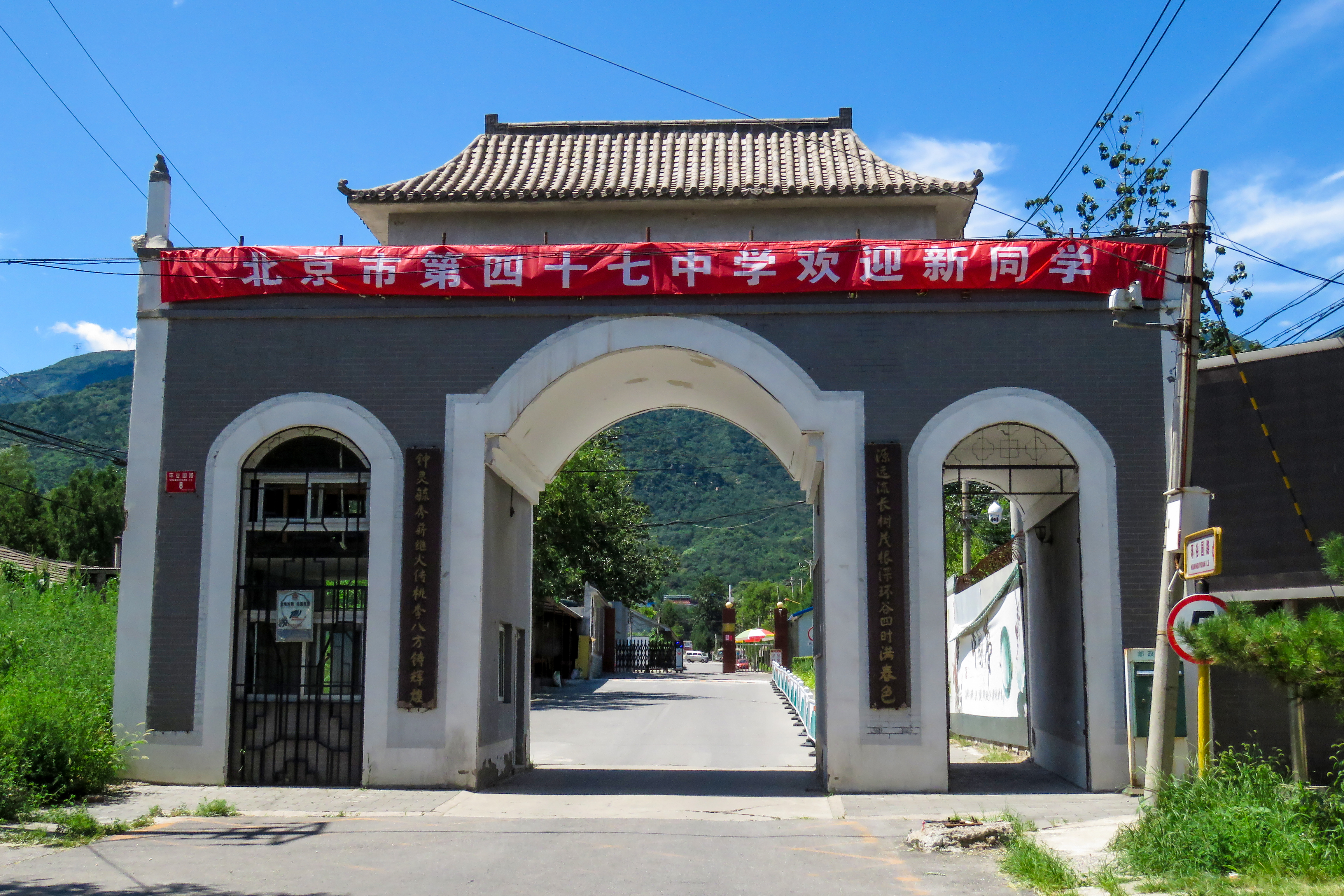
李石曾1923年创建的中法大学附属温泉中学后来演变为北京市第四十七中学，西侧临近中法大学法方董事、医学院教授贝熙业1923年修建的贝家花园

- 大学部：文学院，理学院，医学院，文学分院，孔德学院（哲学系）
- 专修部：上海药学专科学校，北京商业专科学校
- 中、小学部：高级中学，孔德学校，西山中学，温泉中学，温泉女子中学，昆明中法大學附屬中學，温泉小学，碧云寺小学
- 海外部：法国里昂中法大学，比利时晓露槐工业专修馆，巴黎留学事务所以及华侨教育事务所
- 特设部：中法大学上海图书学校，中法大学测绘所，中西疗养院（位于上海），西山天然疗养院（北京香山），温泉天然疗养院（北京温泉），香山第一农林试验场，温泉第二农林试验场，第三农林试验场，中法大学附属铁工厂，中法大学附属化工厂，中法大学附属煤气厂，中法大学出版事务所。

## 校园

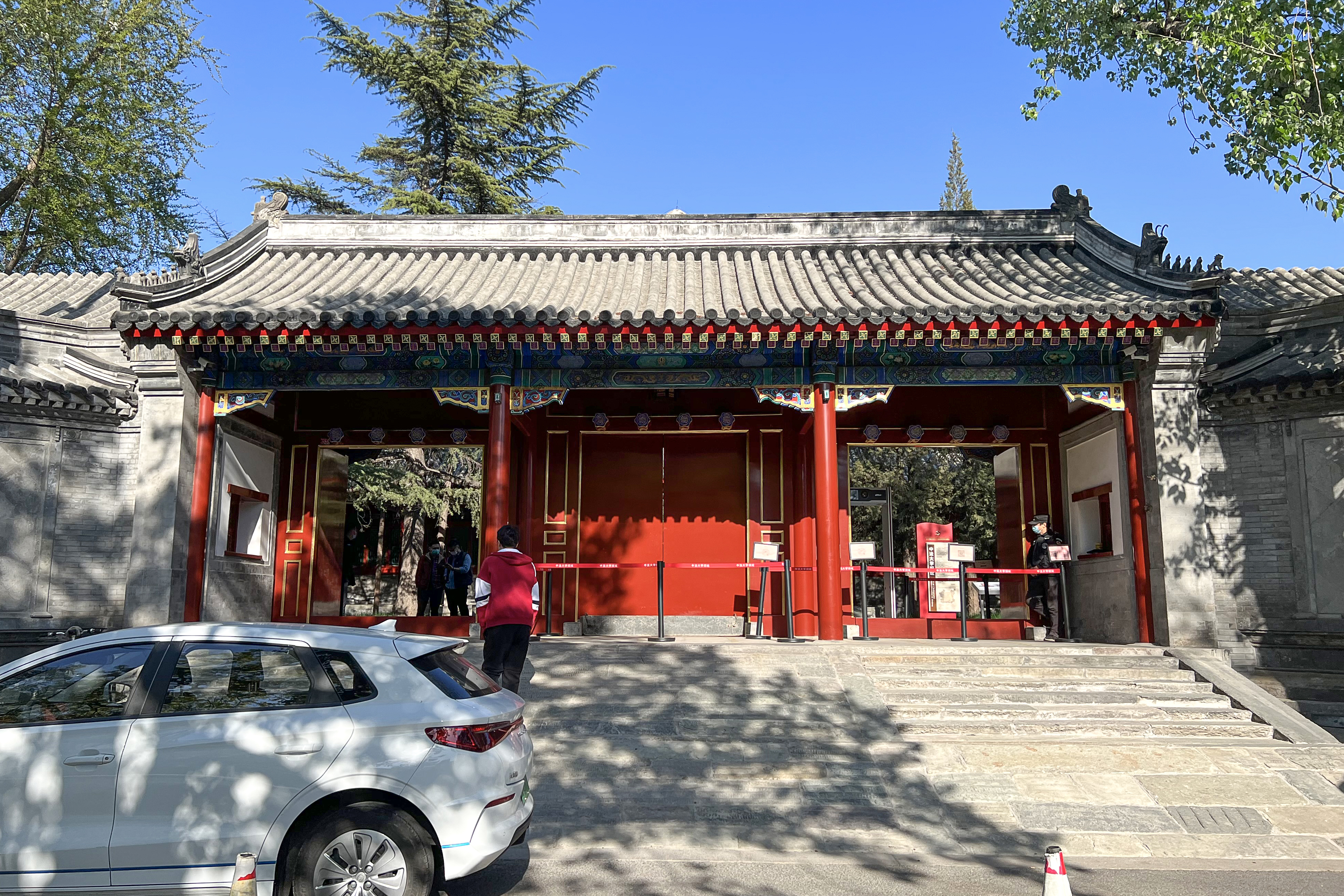
中法大學入口

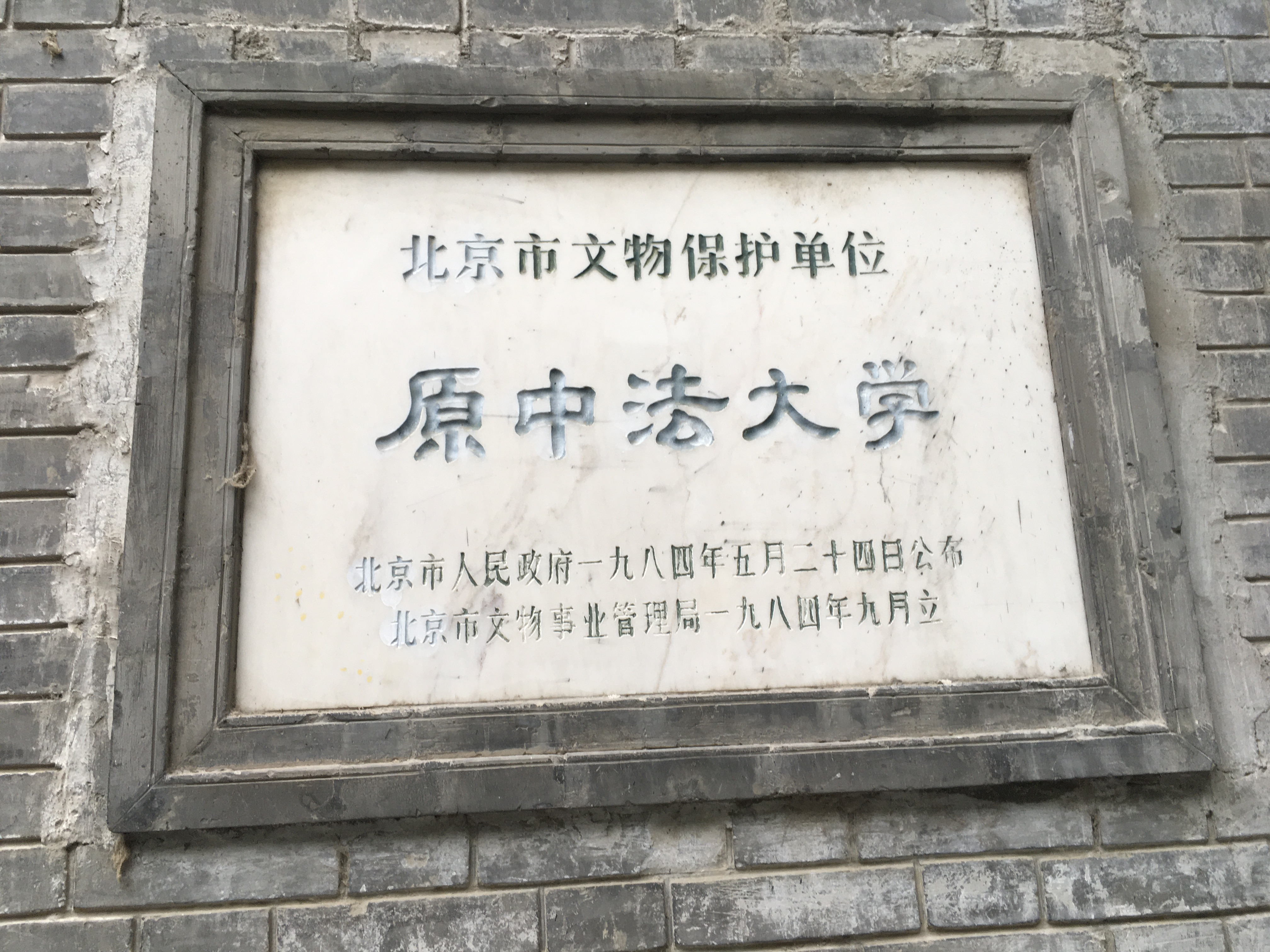
原中法大學

位于东黄城根北街的中法大学的院落及主要建筑坐东朝西，由北部的校部、南部的教学主楼两部分构成。
- 校部：位于校园北部，是清朝末年理藩部旧址。理藩部的前身是理藩院，原来在北京皇城外东南角，1903年后旧址被北京饭店占用。清朝光绪三十二年（1906年）改设新官制，理藩院改成理藩部，遂在此地兴建了新衙门，中华民国成立后撤销。改作大学之后，大门、配殿、主殿以及个别附属平房保存原状。[3]
  - 大门：带八字墙的中式单层建筑，面阔三间，大式硬山筒瓦顶，调大脊，安有吻兽，当心间是大门，两次间前檐封墙，上面饰有八角窗。[3]
  - 礼堂（图书馆）：正对大门，二层南北向楼房，清水砖墙，硬山顶。西山墙上开有主入口，前接面阔十一间的连房，正中三间加抱厦。该建筑是在原衙门大堂的基础上经过改扩建而成。[3]一层礼堂内，保留着初建时安装的原产法国的吊灯。礼堂尽头的墙壁上，嵌有石刻孙中山《总理遗嘱》的全文。[6]二层是图书馆。
- 教学主楼：位于校园南部。此地在楼房兴建前是文学院和理学院，有中式广亮大门及若干平房院落。新建的楼房沿街布置，地下一层，地上三层，采用砖混结构，东西总宽21.54米，南北总长78.48米，建筑面积5414平方米。地上三层的布局相同，地下室位于西半部。屋顶是上人平顶屋面。平面布局对称，沿西侧的东黄城根北街设有单独的大门。教学主楼的主要大门位于教学主楼西立面中央，进入大门厅之后有平行双分式楼梯，中间走廊两侧有教学和办公用房。走廊南北尽头有次要出入口可通往院内，南北出入口东侧是次要楼梯间。此楼立面造型为西方古典主义以后流行的公共建筑风格，即立面横向展开，纵向分成五段，上下为三段式。因紧临东黄城根北街，所以主要大门同两侧的凸出体之间接以围墙，在楼前形成两侧大约4米宽的地下室屋面。门头和两端顶部采用中式影壁墙样式。中央凸出部最高处是19.43米，垂直分为三部分，两侧塔形上部有盝顶式小披檐。南、北两次要出入口处，为中式卷棚抱厦式。整座建筑是以西式体量和中式细部手法结合的近代折衷式建筑。[3]

中法大学校部改建及教学主楼新建的时间约为1930年代初，主要设计者是时任中法大学法文系主任的汪申伯。他曾留学法国，同时还担任北平市工务局局长。
1984年，中法大学的校园以“原中法大学”之名成为北京市文物保護單位。保護理由為：
主楼是民国初年兴建的中西结合式楼房建筑，礼堂及其它中式建筑物均保存完整。
自1960年代初开始，中法大学校园被诸多单位瓜分占用。2012年3月26日，“艺术8”创意产业园区在东黄城根北街甲20号的原中法大学旧址亮相，该园区是中法文化艺术交流的平台，常年举办中法文化艺术展览。该园区占用了原校园的校部，将礼堂作为展厅。校部本来由北京光电研究所占用，但该所每年为修缮中法大学老建筑花费100多万元，不堪重负，遂和尚巴（北京）文化集团达成协议，将校部租给后者3年。校园的其他部分仍然由其他许多单位占用。